# Štěpán Kotrba (1963)
Štěpán Kotrba (* 4. května 1963 Praha) je český akademický sochař, designér, grafik, levicově orientovaný novinář a politický a mediální analytik. Je synem akademických sochařů Štěpána Kotrby a Marie Kotrbové-Procházkové.
Vystudoval na SUPŠ obor výstavnictví a scénografie, na VŠUP v atelieru užitkového designu u prof. Bedřicha Hanáka. Navrhoval keramický obklad hotelu Praha, je autorem několika keramických plastik, jardinier a reliefů, které realizoval v Poštorenských keramických závodech.
Je autorem orientačního systému pro Zoo Praha, úprav písma, řady firemních logotypů a corporate identity, ceninových tisků a pamětních bankovek, u kterých realizoval nejen návrh, ale i bezpečnostní design.[zdroj?]
Byl členem KSČ i KSČM, v roce 1995 vstoupil do ČSSD (dnes SOCDEM). Členství přerušil v roce 2004 v souvislosti se zvolením do Rady Českého rozhlasu.
Pracoval v ÚBOK jako návrhář keramiky, v agentuře Pragopropag, ve vydavatelství Economia jako vedoucí výroby inzerce a v reklamních agenturách (např. Oasa Studio či Tendence s.r.o.), kde za svou práci posbíral několik ocenění. Působil v redakci týdeníku Mosty. V letech 1997 až 1999 vydával společně s Karlem Březinou a Williamem Peškem sociálnědemokratický časopis Pražský Demokrat. Tento časopis se profiloval prozemanovsky a byl v konfliktu s protizemanovským křídlem v ČSSD, které zastupovali např. Petra Buzková nebo Stanislav Gross.
Od roku 1998 do roku 2004 byl členem Syndikátu novinářů. Od 27. února 2004 do 23. dubna 2007 byl členem Rady Českého rozhlasu.
Od roku 2001 do roku 2015 psal a fotografoval pro Britské listy, kde byl jedním z nejaktivnějších autorů a editor. V současnosti přispívá na Parlamentní listy. Jeho komentáře se objevují i v deníku Mladá fronta Dnes a na serveru iDNES.cz. Spolupracoval také s ruským serverem Sputnik News.
Od roku 2001 externě spolupracoval s Českým rozhlasem, pro který připravil koncepci digitálního rozvoje, koncepci online redakce a internetových stránek. Podílel se na jejich vývoji. Spolupracoval na koncepci Státní informační politiky, podílel se na přípravě digitální mediální legislativy, spolupřipravoval novely zákonů o ČRo, ČT a o televizních a rozhlasových poplatcích, spolupřipravoval Kodex ČRo a Kodex ČT. Působil krátkou dobu i jako poradce generálního ředitele ČT Jiřího Janečka.
Několik let vyučoval mediální teorii na Vysoké škole mezinárodních a veřejných vztahů a krátce na UJAK.
Dne 18. února 2018 na sjezdu ČSSD v Hradci Králové použil pepřový sprej proti dvěma bezdomovcům, kteří jej žádali o peníze. Za tento incident byl odsouzen k peněžitému trestu 10 tisíc Kč. Byla také přerušena jeho spolupráce s Českým rozhlasem, kde pracoval jako externí analytik.